# Neola semiaurata
Neola semiaurata är en fjärilsart som beskrevs av Walker 1855. Neola semiaurata ingår i släktet Neola och familjen tandspinnare. Inga underarter finns listade i Catalogue of Life.

## Bildgalleri

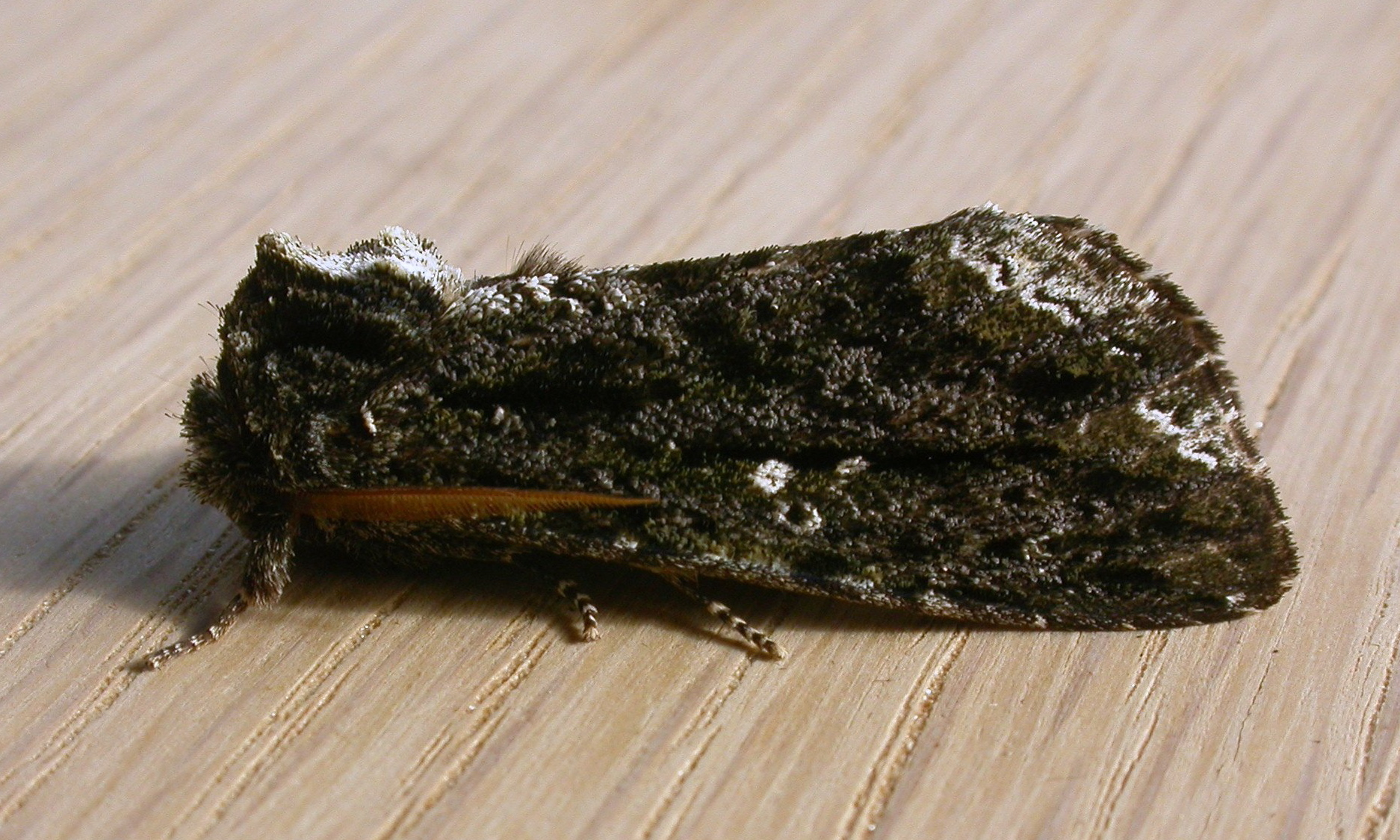